# Pas d'Emílio
El Pas d'Emílio és una collada situada a 619 m d'altitud a cavall dels termes municipals d'Àger, a la Noguera, i de Castell de Mur, dins de l'antic terme de Guàrdia de Tremp, al Pallars Jussà.
És al sector oriental del Montsec d'Ares, a l'extrem occidental del Serrat de Fontfreda, al sud-oest del Picó de Coscolla, a ponent del Pas dels Volters, a llevant de lo Pas Gran i al nord del Canal de Coscolla.